# Arquidiocese de Havana
A Arquidiocese de Havana (Archidiœcesis Avanensis) é a mais importante das três arquidioceses de Cuba, sendo chefiada por Dom Juan García Rodríguez desde 2016. Foi fundada em 1515 pelo governador Diego Velázquez de Cuéllar, deixando de ser parte da Arquidiocese de Santiago de Cuba. Passou a ser denominada oficialmente San Cristóbal de La Habana em 1787, tendo São Cristóvão como padroeiro.

## História
A diocese de San Cristóbal de la Habana foi eregida em 10 de setembro de 1787, recebendo o território da diocese de Santiago de Cuba (hoje arquidiocese). Originariamente era sufragânea da arquidiocese de Santo Domingo.
Em 25 de abril de 1793 cede uma porção do seu território em vantagem da ereção da diocese de Louisiana e das duas Flóridas (hoje Arquidiocese de Nova Orleães).
Em 24 de novembro de 1803 em virtude da bula In universalis Ecclesiae regimine do Papa Pio VII  passou a fazer parte da província eclesiástica da arquidiocese de Santiago de Cuba.
Em 20 de fevereiro de 1903 cede porções de seu território em vantagem da ereção das dioceses de Pinar del Río e de Cienfuegos.
Em 10 de dezembro de 1912 cede uma outra porção de território em vantagem da ereção da diocese de Matanzas.
Em 6 de janeiro de 1925 é elevada ao posto de arquidiocese metropolitana com a bula Inter praecipuas do Papa Pio XI.

## Prelados
|                          | Nome                                                  | Período     | Notas                               |
| Arcebispos               | Arcebispos                                            | Arcebispos  | Arcebispos                          |
| ------------------------ | ----------------------------------------------------- | ----------- | ----------------------------------- |
| 6º                       | Juan de la Caridad Cardeal García Rodríguez           | 2016 -      | Atual                               |
| 5º                       | Jaime Lucas Cardeal Ortega y Alamino                  | 1981 - 2016 |                                     |
| 4º                       | Francisco Ricardo Oves Fernández                      | 1970 - 1981 |                                     |
| 3º                       | Evelio Díaz y Cía                                     | 1963 - 1970 |                                     |
| 2º                       | Manuel Cardeal Arteaga y Betancourt                   | 1941 - 1963 |                                     |
| 1º                       | José Manuel Dámaso Rúiz y Rodríguez                   | 1925 - 1940 |                                     |
| Arcebispo-coadjutor      |                                                       |             |                                     |
|                          | Evelio Díaz y Cía                                     | 1959 - 1963 |                                     |
| Bispos                   |                                                       |             |                                     |
| 9º                       | Pedro Ladislao González y Estrada                     | 1903 - 1925 | Renunciou                           |
| 8º                       | Donato Raffaele Sbarretti Tazza                       | 1900 - 1901 |                                     |
| 7º                       | Manuel Santander y Frutos                             | 1887 - 1899 |                                     |
| 6º                       | Ramón Fernández Piérola y Lopez de Luzuriaca          | 1879 - 1887 |                                     |
| 5º                       | Apolinar Serrano y Díaz                               | 1875 - 1876 |                                     |
| 4º                       | Jacinto María Martínez y Sáez, O.F.M. Cap.            | 1865 - 1873 |                                     |
| 3º                       | Francisco Fleix Soláus                                | 1846 - 1864 |                                     |
| 2º                       | Juan José Díaz de Espada y Fernánez de Landa          | 1800 - 1832 |                                     |
| 1º                       | Felipe José de Tres-Palacios y Verdeja                | 1789 - 1799 |                                     |
| Bispos-auxiliares        |                                                       |             |                                     |
|                          | Eloy Ricardo Domínguez Martínez                       | 2022-atual  |                                     |
|                          | Juan de Dios Hernández Ruiz, S.J.                     | 2005 - 2019 | Nomeado Bispo de Pinar del Rio      |
|                          | Salvador Emilio Riverón Cortina                       | 1999 - 2004 | Faleceu                             |
|                          | Carlos Jesús Patricio Baladrón Valdés                 | 1991 - 1998 | Nomeado Bispo de Guantánamo-Baracoa |
|                          | Alfredo Víctor Petit Vergel                           | 1991 - 2016 |                                     |
|                          | Evelio Ramos Díaz                                     | 1970 - 1976 | Faleceu                             |
|                          | Fernando Azcárate y Freyre de Andrade, S.J.           | 1964 - 1970 |                                     |
|                          | Alfredo Ignacio Llaguno Canals                        | 1964 - 1970 |                                     |
|                          | José Maximino Eusebio Domínguez y Rodríguez           | 1960 - 1961 | Nomeado Bispo de Matanzas           |
|                          | Eduardo Tomás Boza Masvidal                           | 1960 - 1963 |                                     |
|                          | Evelio Díaz y Cía                                     | 1959        | Elevado à Arcebispo coadjutor       |
|                          | Alfredo Antonio Francisco Müller y San Martín         | 1948 - 1961 | Nomeado Bispo de Cienfuegos         |
|                          | Bonaventure Finbarr Francis Broderick                 | 1903 - 1905 | Renunciou                           |
|                          | José González de Cándamo y Cauniego                   | 1798 - 1801 | Faleceu                             |
|                          | Francisco Antonio Pablo Sieni Flannings , O.F.M. Cap. | 1787 - 1793 |                                     |
| Administrador apostólico |                                                       |             |                                     |
|                          | Francisco Ramón Valentín de Casaus y Torres, O.P.     | 1836 - 1845 | Arcebispo de Guatemala              |